# Horný Badín
Horný Badín (in ungherese Felsőbágyon) è un comune della Slovacchia facente parte del distretto di Krupina, nella regione di Banská Bystrica.